# Catch the Throne (álbum)
Catch the Throne é uma mixtape de dois volumes. O primeiro volume foi lançado digitalmente em 10 de junho de 2014, e em CD em 1 de julho de 2014, como uma fita de mixagem gratuita que apresenta vários artistas de rap para ajudar a promover a série da HBO, Game of Thrones . Os álbuns apresentam artistas de hip hop como Snoop Dogg, Ty Dolla $ign, Common, Wale, Daddy Yankee, bem como canções de Ramin Djawadi da série..

## Recepção
O álbum recebeu críticas mistas de críticos e fãs.

## Lista de músicas

### Volume I
Para ajudar a promover a série para um público mais amplo, incluindo jovens urbanos multiculturais, a HBO encomendou um álbum de canções de rap dedicadas a Game of Thrones. Intitulado Catch the Throne, foi publicado gratuitamente no SoundCloud em 7 de março de 2014.
| N.º | Título              | Duração |  |
| 1.  | "Mother of Dragons" | 2:09    |  |
| 2.  | "Iron Throne"       | 2:26    |  |
| 3.  | "Win or Die"        | 2:21    |  |
| 4.  | "Magical Reality"   | 2:32    |  |
| 5.  | "Born to Rule"      | 2:34    |  |
| 6.  | "Arya's Prayer"     | 3:20    |  |
| 7.  | "The Parallel"      | 3:12    |  |
| 8.  | "Fire"              | 1:54    |  |
| 9.  | "The Ladder"        | 2:41    |  |
| 10. | "King Slayer"       | 2:24    |  |

### Volume II
Um segundo volume de músicas foi lançado em março de 2015, antes do início da quinta temporada de Game of Thrones. Este volume consistiu novamente em canções de artistas de hip-hop, mas desta vez também incluiu contribuições de várias bandas de heavy metal. Foi lançado como um download gratuito no iTunes e no SoundCloud.
| N.º | Título                | Duração |  |
| 1.  | "The Oath"            | 2:33    |  |
| 2.  | "Run for Cover"       | 2:56    |  |
| 3.  | "Never Back Down"     | 3:52    |  |
| 4.  | "Loyalty"             | 4:07    |  |
| 5.  | "Surrender Now"       | 2:52    |  |
| 6.  | "Fight Through It"    | 3:07    |  |
| 7.  | "Lannister's Anthem"  | 2:31    |  |
| 8.  | "Marcando Territorio" | 3:44    |  |
| 9.  | "Soror Irrumator"     | 5:30    |  |
| 10. | "Let Me Go"           | 2:24    |  |
| 11. | "Lord of the Light"   | 2:55    |  |
| 12. | "White Walker"        | 4:30    |  |
| 13. | "Legends"             | 3:23    |  |
| 14. | "All Mine"            | 3:58    |  |
| 15. | "Among the Crows"     | 4:48    |  |